# Sclerocarpus
Sclerocarpus là một chi thực vật có hoa trong họ Cúc (Asteraceae).

## Loài
Chi Sclerocarpus gồm các loài: